# Westpark (métro de Munich)
Westpark (en allemand : U-Bahnhof Westpark) est une station de la ligne U6 du métro de Munich. Elle est située dans le secteur de Sendling-Westpark sous l'Ehrwalder Straße, à proximité du parc urbain,  à Munich en Allemagne.

## Situation sur le réseau

Plan du métro (2020).

## Histoire
La station ouvre le 15 avril 1983 et est l'une des trois stations ouvertes à l'occasion de l'Internationale Gartenbauausstellung.

## Architecture
Les murs de la voie arrière sont constitués de panneaux muraux jaunes, verts et bleus qui se courbent vers l'intérieur en haut. Les piliers du centre sont recouverts de tuiles jaunes. Le revêtement du plafond est constitué de lamelles en aluminium avec deux bandes lumineuses. Elles illuminent la plate-forme, qui est conçue avec un motif de galets de l'Isar.

## Services aux voyageurs

### Accès et accueil
À l'extrémité ouest, des escalators et des escaliers fixes mènent à un portique et à la Treffauerstraße et à la Klaiser Weg. À l'extrémité est, on peut également atteindre par des escalators et des escaliers fixes et par un ascenseur un portique et la Garmischer Straße en surface.

### Desserte
La station est desservie par le MVG-Classe B et MVG-Classe C.

### Intermodalité
La station est en correspondance avec la ligne de bus 63.